# 贯岭镇
贯岭镇，是中华人民共和国福建省宁德市福鼎市下辖的一个乡镇级行政单位，北与浙江省温州市的苍南、泰顺两县交界。

## 行政区划
贯岭镇下辖以下地区：
贯岭村、松洋村、文洋村、西山村、军营村、邦福村、分水关村、茗洋村、溪底村、透埕村、排头村和何坑村。